# Вейн (округ, Північна Кароліна)
Шаблон:StateAbbr_ 35°22′ пн. ш. 78°00′ зх. д. / 35.36° пн. ш. 78° зх. д.
Округ  Вейн (англ. Wayne County) — округ (графство) у штаті  Північна Кароліна, США. Ідентифікатор округу 37191.

## Історія
Округ утворений 1779 року.

## Демографія
За даними перепису 
2000 року 
загальне населення округу становило 113329 осіб, зокрема міського населення було 62772, а сільського — 50557.
Серед мешканців округу чоловіків було 55883, а жінок — 57446. В окрузі було 42612 домогосподарства, 30244 родин, які мешкали в 47313 будинках.
Середній розмір родини становив 3,03.
Віковий розподіл населення поданий у таблиці:
| Стать    | До 15 років | 15-21 | 22-29 | 30-39 | 40-49 | 50-65 | 65-85 | Понад 85 |
| -------- | ----------- | ----- | ----- | ----- | ----- | ----- | ----- | -------- |
| Чоловіки | 12797       | 5845  | 6751  | 8959  | 8366  | 8003  | 4915  | 247      |
| Жінки    | 11946       | 5455  | 6142  | 8493  | 8602  | 8861  | 7108  | 839      |

## Суміжні округи
- Вілсон — північ
- Ґрін — схід-північний схід
- Ленуар — схід-південний схід
- Даплін — південь
- Сампсон — південний захід
- Джонстон — захід

## Виноски
1. ↑  U.S. Decennial Census. United States Census Bureau. Архів оригіналу за 19 липня 2018. Процитовано 20 січня 2015.
2. ↑  Historical Census Browser. University of Virginia Library. Архів оригіналу за 16 серпня 2012. Процитовано 20 січня 2015.
3. ↑  Forstall, Richard L., ред. (27 березня 1995). Population of Counties by Decennial Census: 1900 to 1990. United States Census Bureau. Архів оригіналу за 3 березня 2015. Процитовано 20 січня 2015.
4. ↑  Census 2000 PHC-T-4. Ranking Tables for Counties: 1990 and 2000 (PDF). United States Census Bureau. 2 квітня 2001. Архів оригіналу (PDF) за 18 грудня 2014. Процитовано 20 січня 2015.
5. ↑  State & County QuickFacts. United States Census Bureau. Архів оригіналу за 24 лютого 2016. Процитовано 30 жовтня 2013.(англ.) Наведено за англійською вікіпедією.
6. ↑  American FactFinder. Бюро перепису населення США. Архів оригіналу за 26 лютого 2012. Процитовано 31 січня 2008.

| США | Це незавершена стаття з географії США. Ви можете допомогти проєкту, виправивши або дописавши її. |